# Kotzen (Kotzen)
Kotzen ist der namensgebende Ortsteil der Gemeinde Kotzen im brandenburgischen Landkreis Havelland. Im Zuge der brandenburgischen Gemeindereform schlossen sich die Dörfer Kotzen, Kriele und Landin am 26. Oktober 2003 zur Gemeinde Kotzen zusammen.

## Lage
Der Ortsteil Kotzen liegt an der Kreisstraße 6315. Rund zwei Kilometer nördlich mündet diese im Gemeindeteil Rhinsmühlen in die Bundesstraße 188. In südlicher Richtung mündet sie nach etwa 3,5 Kilometern bei Nennhausen in die Landesstraße 991. Östlich grenzt Kotzen an die Ortsteile Kriele und Landin; Westlich an Stechow, Ortsteil der Gemeinde Stechow-Ferchesar.

## Geschichte

### 14. Jahrhundert

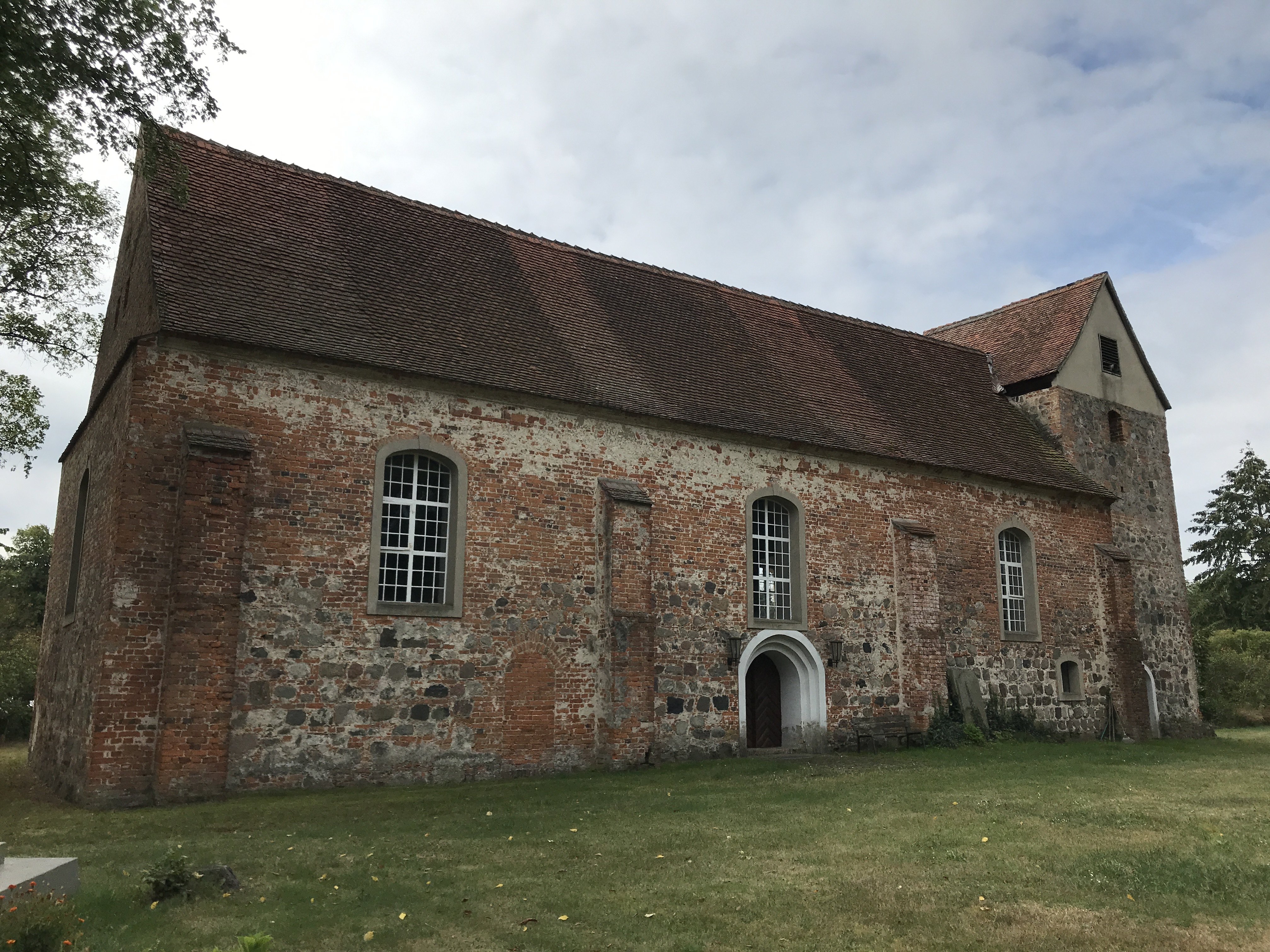
Dorfkirche Kotzen

Das Dorf wurde 1352 erstmals urkundlich als Cossym erwähnt und gehörte vor 1352 bis 1872 den von Stechow, die die Obrigkeit und einen Rittersitz mit sechs Hufen (1375) besaßen. Sie bauten ihren Besitz auf zehn Hufen im Jahr 1450 bzw. 14 Hufen im Jahr 1480 auf. In den Jahren 1608 und 1624 gehörten ihnen das Dorf sowie insgesamt vier Rittersitze mit insgesamt 21 Hufen, bis Ende des 17. Jahrhunderts nur über den Anteil an Kotzen. Als weitere Eigentümer traten die von Schierstädt (bis 1661), die von Rauchhaupt und die von Hagen auf. Erst seit Ende des 17. Jahrhunderts hatten sie wieder den ursprünglichen Besitz inne. Dies umfasste auch einen dritten Anteil, den sogenannten von Lochowschen Besitz. Dabei handelte es sich um einen Rittersitz mit vier Ritterhufen, einer Wiese und der Schäfereigerechtigkeit. Der Rauchhauptsche Rittersitz umfasste fünf Ritterhufen, eine Wiese, die Schäfereigerechtigkeit, zwei Zweihufner, fünf Einhufner, drei Kossäten, einen Leineweber, das alte Tagelöhnerhaus, ½ Gerichtsbarkeit, ½ Kirchenpatronat, ½ Windmühle sowie ½ Anteil der von Hagen. Zu Kotzen gehörte weiterhin das Große, olim Schierstädtische Gut mit fünf Ritterhufen, Wiese und Schäfereigerechtigkeit. Es umfasste weiterhin ½ Windmühle. Das Stammgut war vier Ritterhufen groß und bestand außerdem aus einer Wiese, zwei Zweihufnern (darunter der Krüger), fünf Einhufner, drei Kossäten, ein Tagelöhnerhaus, ½ Gerichtsbarkeit, ½ Kirchenpatronat, und die andere Hälfte der von Hagen. In Kotzen gab es zwei weitere Anteile, die anschließend an die von Stechow fielen. Der zweite Anteil lag im Jahr 1352 bei der Familie von Friesack und kam 1375 zur Familie von Lindow. Von dort gelangte er vor 1450 bis 1740 an die von Retzow und von dort wiederum bis 1798 an die Familie von Knoblauch. Es handelte sich um einen Hof mit vier Hufen (1375, 1480) bzw. einen freien (Wohn)Hof mit vier Hufen und einem Kossäten (1560, 1644) bzw. einen Rittersitz oder freien Hof mit vier Hufen, einen Wohnhof mit 4 ½ Hufen, Wiesen, einem Hufner, Hebungen vom Schulzengut, dem Krug, von einem Hufner und elf Höfen (1710). Ein dritter Anteil lag (vor?) 1472 bis nach 1663 bei der Familie von Lochow zu Ferchesar, Nennhausen und Bamme. Sie besaßen zwei Höfe mit drei Hufen (1472, 1571, 1655), die vor 1684 an die von Stechow gingen. Im Jahr 1375 bestand das Dorf aus 40 Hufen, davon besaßen der Pfarrer zwei Hufen, die von Stechow sechs Hufen zum Hof und die von Lindow vier Hufen zum Hof. Es gab außerdem 14 Kossäten und einen Krug. Als Schreibweisen sind in diesem Jahr die Bezeichnungen Kossum, Kotzum, Cossem, Cossum, Kotzsum überliefert.

### 15. Jahrhundert
Im Jahr 1450 war die Gemarkung Cosseyn insgesamt 42 Hufen groß, darunter zwei Pfarrhufen, zehn Hufen der von Stechow, vier Hufen der von Retzow und acht wüste Hufen. Es gab einen Krug, vier Kossäten und einen Hirten. Im Folgejahr lagen zehn Hufen wüst. Im Jahr 1480 konnten die von Stechow ihren Besitz auf 14 Hufen ausbauen. Die Schreibweise Kotsein erschien im Jahr 1490 und um 1500 Cotztem.

### 16. und 17. Jahrhundert
Das Pfarrhaus war 1541 mit zwei Hufen ausgestattet; der Küster erhielt 40 Scheffel Scheffelkorn. Das Dorf und die Wohnhöfe umfassten im Jahr 1571 zusammen 42 Hufen. Hinzu kam die wüste Feldmark Alt Lochow mit 26 Hufen, die Richthorst, die große Mollenhorst, die Rhinsmühle bis an den Klußwall und den Rhin.
Das Dorf Cuetzem zählte im Jahr 1608 insgesamt fünf Rittersitze – vier der von Stechow und einer von Retzow. Im Jahr 1624 lebten im Dorf 17 Hufner, zehn Kossäten, ein Hirte, ein Pachtschäfer, ein Schmied, sechs Paar Hausleute und die Schäferknechte. Es gab 23 Bauernhufen, 17 Hufen der Herrschaft und zwei Höfe mit je zwei Hufen, die von den von Stechows freigewilligt wurden. Ein Hufnerhof war zwei Hufen groß, zwei Kossätenhöfe lagen wüst. Für 1641 waren 40 Hufen, für 1663 insgesamt 22 Ritterhufen verzeichnet.

### 18. Jahrhundert
Im Jahr 1708 lebten in Kotzen vier Zweihufner (darunter der Schulze) und zehn Einhufner. Es gab 4 ½ besetzte Kossätengüter (darunter ein Leineweber), 5 ½ wüste Kossätenhöfe, vier Hausleute, einen Schmied, drei Pachtschäfer und einen Kuhhirten ohne Vieh. Auf 19 Hufen wurden 10 Scheffel Roggen-, 9 Scheffel Gersten und 5 ½ Scheffel Hafersaat ausgebracht. In den Jahren 1710/1714 führte eine Statistik drei Gutsanteile auf: den von Retzow mit zwei Rittersitzen bzw. Wohnhöfen mit 4 und 4 ½ Hufen, ¼ von der großen Wiese, ¼ am Winkel. Der zweite Anteil gehörte den von Stechow bestehend aus dem sogenannten Großen Rittergut mit fünf Ritterhufen, 66 ½ Fuder Wiesenwachs, der Schäfereigerechtigkeit zu 500 Schafen, ½ Windmühle und dem sogenannten Stammgut mit vier Ritterhufen, 41 Fuder Wiesenwachs und noch 19 ¼ Fuder, ½ Vorwerk Rhinsmühlen. Der dritte Anteil bestand aus dem ehemaligen Lochowschen Rittersitz mit vier Ritterhofen, 71 ½ Fuder Wiesenwachs, der Schäferei mit 166 Stück, 20 Kühen und aus dem ehemaligen Rauchhauptschen Rittersitz mit fünf Ritterhufen, 75 ½ Fuder Wiesenwachs, Schäferei auf 168 Stück, Schäferei von dem sogenannten Stammgut auf 166 Stück ½ Vorwerk Rhinsmühlen und ½ Windmühle. Für das Jahr 1745 wurden 14 Bauern, 4 ½ Kossäten, eine Windmühle und eine Ziegelscheune verzeichnet. Im Jahr 1772 lebten im Dorf 273 Personen, darunter der Prediger, 15 Bauern, elf Kossäten und Büdner, ein Müller und zwei Schmiede.

### 19. Jahrhundert
Im Jahr 1800 lebten im Dorf vier Ganzbauern, zehn Halbbauern, zwei Ganzkossäten, zwei Kossäten und 15 Einlieger. Es gab eine Schmiede, eine Ziegelei und eine Windmühle. Der Förster bewirtschaftete 583 Morgen (Mg) Holz. Es gab drei Güter, 19 Bauernhufen, 24 Lehnhufen und 36 Feuerstellen (= Haushalte). Das Dorf und Rittergut umfassten im Jahr 1840 insgesamt 42 Wohnhäuser. Das Dorf bestand im Jahr 1850 aus 1919 Mg: 66 Mg Gehöfte, 1 Mg Gartenland, 784 Mg Acker, 538 Mg Wiese, 516 Mg Weide, 6 Mg Torf und 8 Mg Wald. Es umfasste vier öffentliche, 39 Wohn- und 84 Wirtschaftsgebäude (darunter eine Getreidemühle). Die Rittergüter umfassten 5460 Mg: 25 Mg Gehöfte, 51 Mg Gartenland, 1990 Mg Acker, 1332 Mg Wiese, 775 Mg Weide, 1287 Mg Wald mit Rhinsmühlen. Darin standen (ohne Vorwerk) 14 Wohn- und 27 Wirtschaftsgebäude (darunter eine Ziegelei und eine Brennerei).

### 20. Jahrhundert
Zur Jahrhundertwende war das Dorf 488 Hektar (ha), das Rittergut 1425 ha groß. Es umfasste 54 bzw. 15 Häuser. Kotzen bestand aus dem Dorf und Gemeindebezirk sowie dem Rittergut und Vorwerk Rhinsmühlen; dieses wurde 1928 mit der Gemeinde Kotzen vereinigt. Die Gemarkung war im Jahr 1931 insgesamt 1912 ha; darauf standen 89 Wohnhäuser. Im Jahr 1939 gab es zwei land- und forstwirtschaftliche Betriebe, die über 100 ha groß waren. Elf Betriebe waren zwischen 20 und 100 ha, vier zwischen 10 und 20 ha, sechs zwischen 5 und 10 ha sowie 25 zwischen 0,5 und 5 ha groß.
Nach dem Zweiten Weltkrieg gründete sich im Jahr 1952 eine LPG Typ III, die drei Jahre später 17 Mitglieder und 193 ha Fläche umfasste. Außerdem gab es das VEG Rhinsmühlen. Im Jahr 1960 bestand die LPG Typ III mit 56 Mitgliedern und 413 ha Fläche, die LPG Typ I mit neun Mitgliedern und 36 ha Fläche sowie das VEG. Im Jahr 1966 wurde die LPG Typ I in Damme an die LPG Typ III in Kotzen angeschlossen. Im Folgejahr schloss sich die LPG Typ I an die Typ III an. Kotzen war 1964 Landgemeinde mit dem Ortsteil Rhinsmühlen.

## Bevölkerungsentwicklung (Auszug)
| Jahr | Einwohner |
| ---- | --------- |
| 1875 | 498       |
| 1890 | 522       |
| 1910 | 444       |

| Jahr | Einwohner |
| ---- | --------- |
| 1925 | 513       |
| 1933 | 484       |
| 1939 | 479       |

| Jahr | Einwohner |
| ---- | --------- |
| 1946 | 717       |
| 1964 | 514       |
| 1971 | 548       |

| Jahr | Einwohner |
| ---- | --------- |
| 1981 | 451       |
| 1991 | 450       |
| 2001 | 359       |

nach Gebietsstand des heutigen Ortsteils Kotzen

## Kultur und Sehenswürdigkeiten

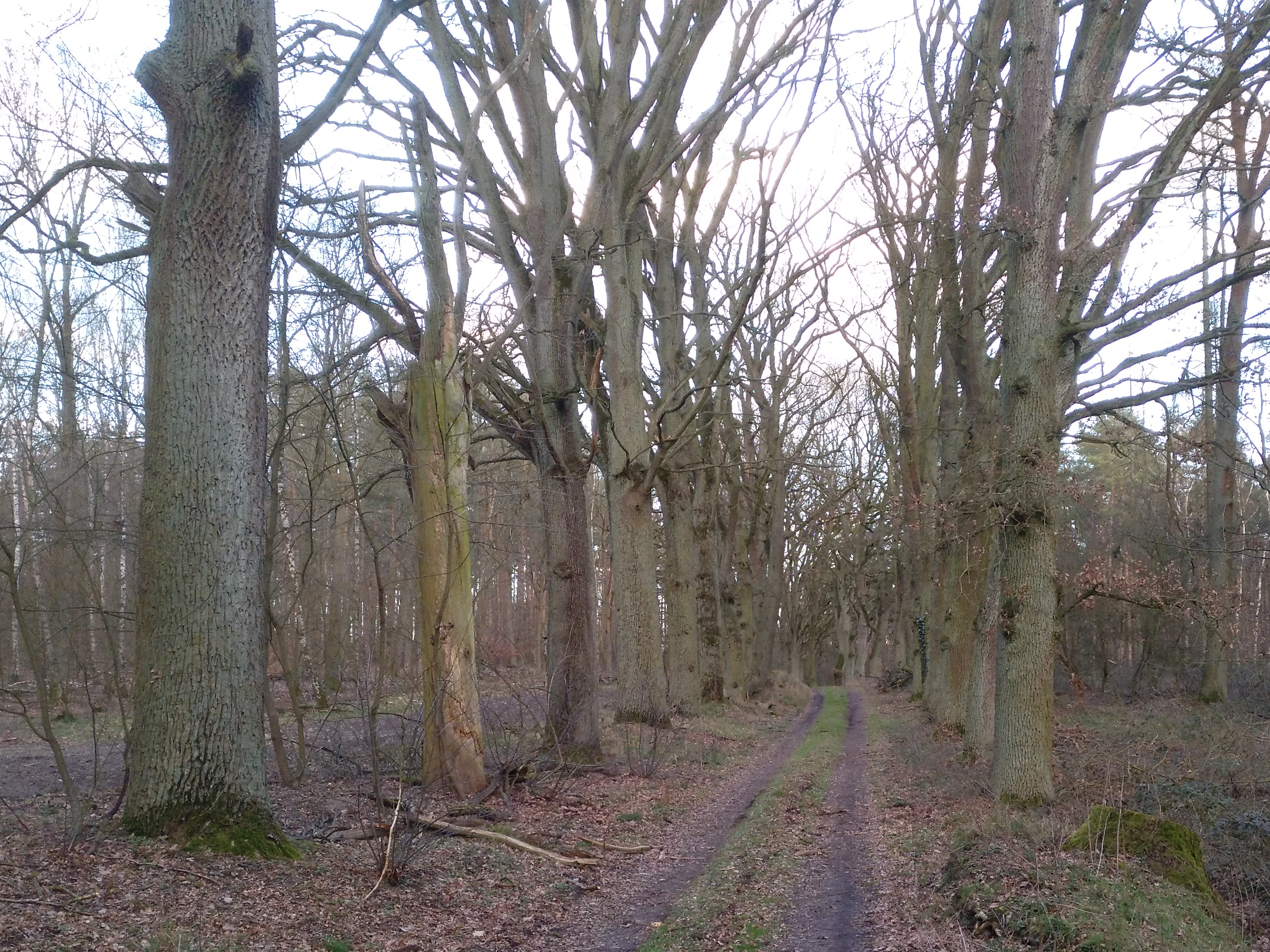
Eichenalle auf dem Hohen Rott

- Die Dorfkirche Kotzen ist eine spätgotische Saalkirche, die 1711 umfassend erneuert wurde.
- Hundertjährige Eichen und Robinien